# Jacob F. Hinlopen

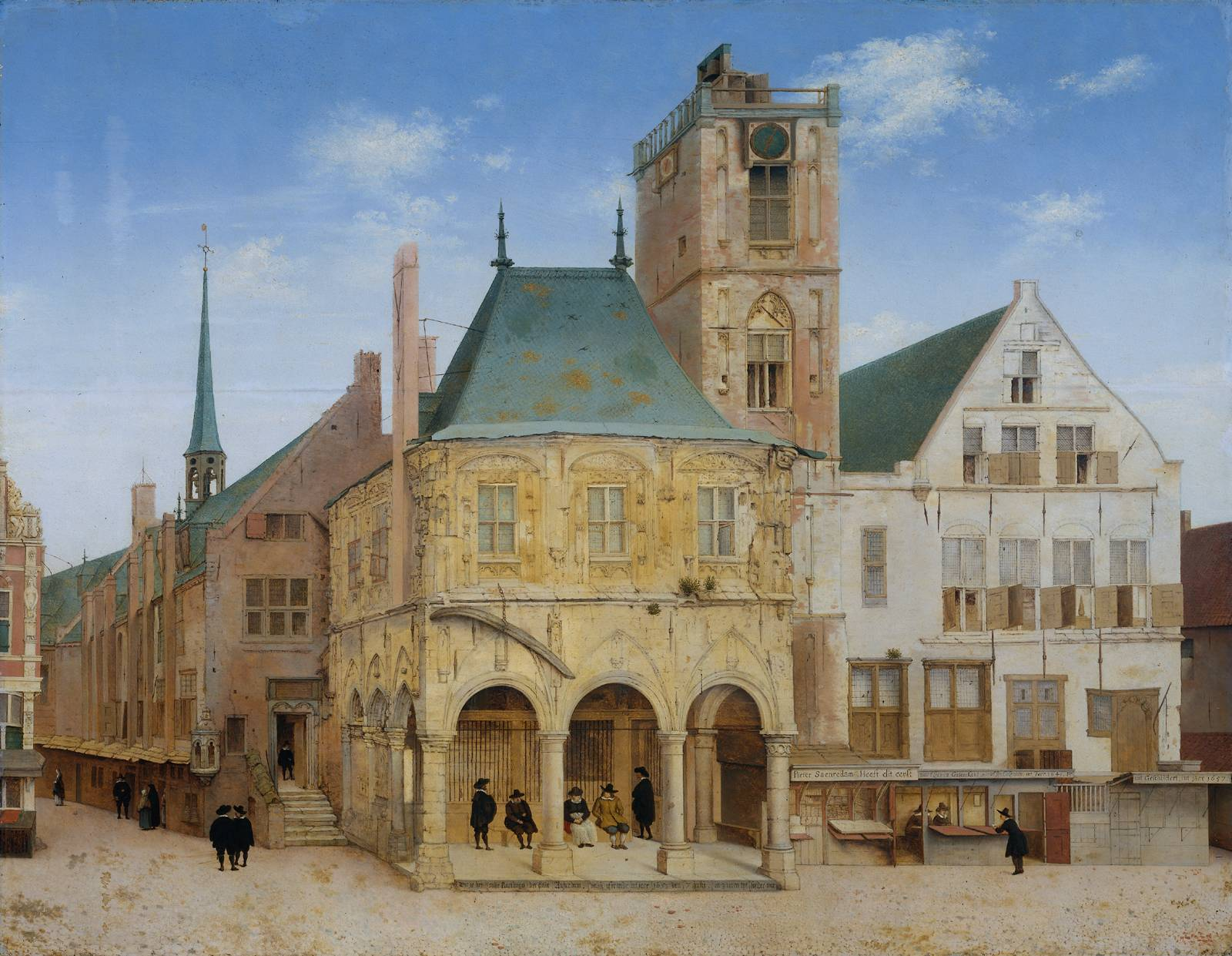
Het oude stadhuis van Amsterdam op een schilderij van Pieter Jansz Saenredam.

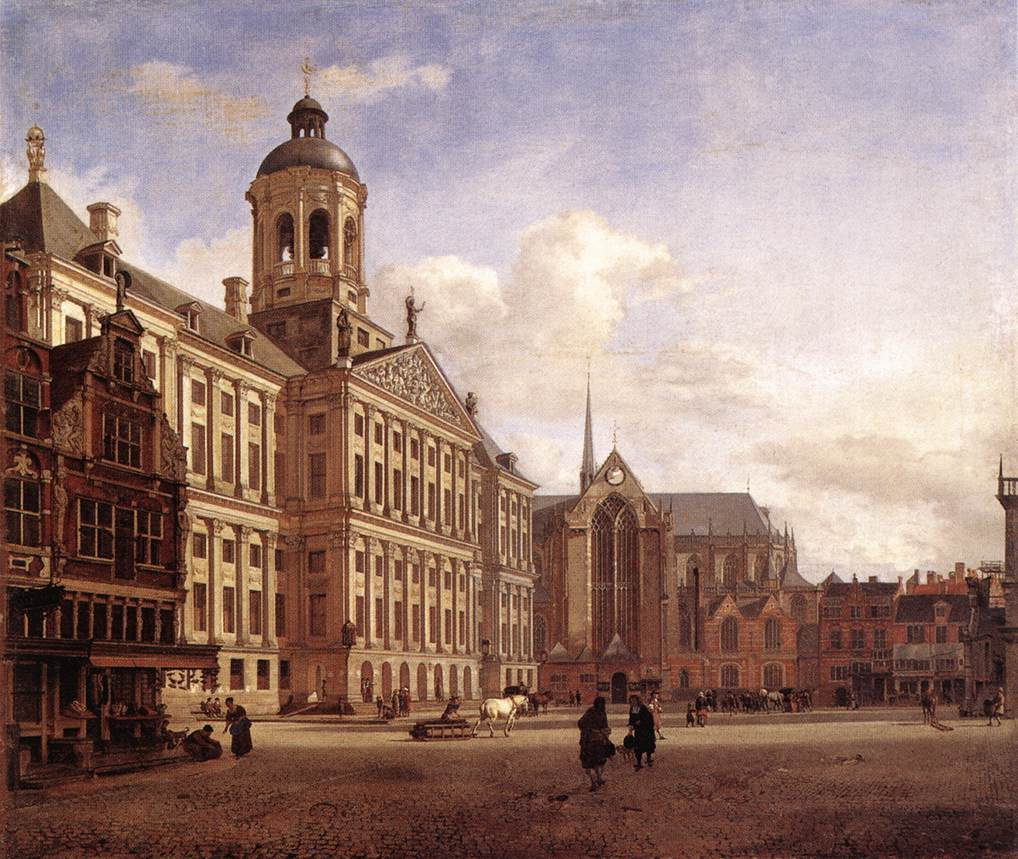
Het stadhuis door Jan van der Heyden 1666

Jacob Fransz. Hinlopen (15 maart 1618 - Amsterdam, 9 februari 1671) was een jurist en onder andere schepen van Amsterdam en baljuw in Purmerend. Hij was de zoon van Frans J. Hinlopen en Cornelia Oetgens. Zijn grootvader was Frans Hendricksz. Oetgens, fabrieksmeester en een berucht speculant in onroerend goed op de Lastage en elders in de stad. De familie Hinlopen woonde op de Oude Schans en met Frans J. Hinlopen liep het niet goed af.

## Biografie
In 1642 trouwde Frans met Maria, de dochter van Joan Huydecoper. Het echtpaar kreeg zeker negen kinderen. In 1647 werd hij commissaris en in in 1649 kapitein in de schutterij. In dat laatste jaar stonden Geertje Dircx en Rembrandt voor hem, in zijn functie als commissaris van Huwelijkskrakeelkamer en namen hij en zijn vrouw het op voor haar broer Johan Huydecoper jr. die in Zwitserland zat en geen geld meer toegestuurd kreeg van zijn vader. In 1652 werd hij schepen; het jaar dat het oude stadhuis afbrandde. In 1655 kwam hij in opspraak toen het nieuwe stadhuis op de Dam werd ingewijd. Hinlopen was inmiddels oud-schepen, maar behoorde niet tot de vroedschap. Daarom werd hij als enige verzocht bij de inwijding op 29 juli de stad uit te gaan. Het ligt voor de hand dat hij kwaad is geweest of zochten de burgemeesters een reden?

Voorrang was een uiterst belangrijke kwestie en vele raden waren er al niet erg over te spreken, dat tresoriers en weesmeesters voor hen uit zouden lopen, maar hadden dit, op verzoek van de ceremoniemeester, Cornelis de Graeff van Zuid-Polsbroek, geslikt, daar "'t selfde niet in consequentie soude getrocken worden". Wat moest er echter gebeuren met een oud-schepen, die niet tevens tresorier, weesmeester of raad was? Dat was er maar één, Jacob Fransz. Hinlopen, en dit punt bleek onoplosbaar te zijn, zodat deze heer het dringende verzoek kreeg, of hij maar zo vriendelijk wilde zijn de dag op zijn buitenplaats te gaan doorbrengen!

De kwestie rondom zijn vroedschapslidmaatschap werd langdurig besproken, maar besloten is dat hij in Amsterdam niet als oud-schepen zou kunnen fungeren. Op 8 november 1659 werd hij benoemd in Purmerend als schout, baljuw en dijkgraaf van de Beemster, Wormer en de Purmer. Hinlopen bewoonde het slot Purmersteijn en voerde de titel van kastelein. Zijn zwager was jaloers, die verweet zijn vader dat hij niet was voorgedragen, want hij kon het geld goed gebruiken. In 1660 had hij een belangrijke bibliotheek opgebouwd, de zogenaamde Bibliotheca Hinlopiana. In 1660 verkocht hij zijn buitenplaats Hoffsaet bij Abcoude aan Simon van Hoorn.
In 1661 had hij 10.000 gulden schulden bij zijn oom Jacob J. Hinlopen. Tot december 1667 bleef hij functie. Onder dreiging van een bankroet vertrok hij in 1668 naar de Oost, waar hij een functie kreeg bij de Raad van Justitie (?) in Batavia en schilderijen heeft verkregen. De familie maakte zich zorgen om zijn levenswijze toen hij in 1671 de ene na de andere herberg werd uitgesmeten. Zijn zes kinderen erfden een huis op de Oude Schans en een hofstede aan de Vecht van hun oom David D'Ablaing die in 1672 overleed, en 6.000 gulden van hun tante Constantia Coymans, de schatrijke weduwe van Justus Borre van Amerongen.

## Varia

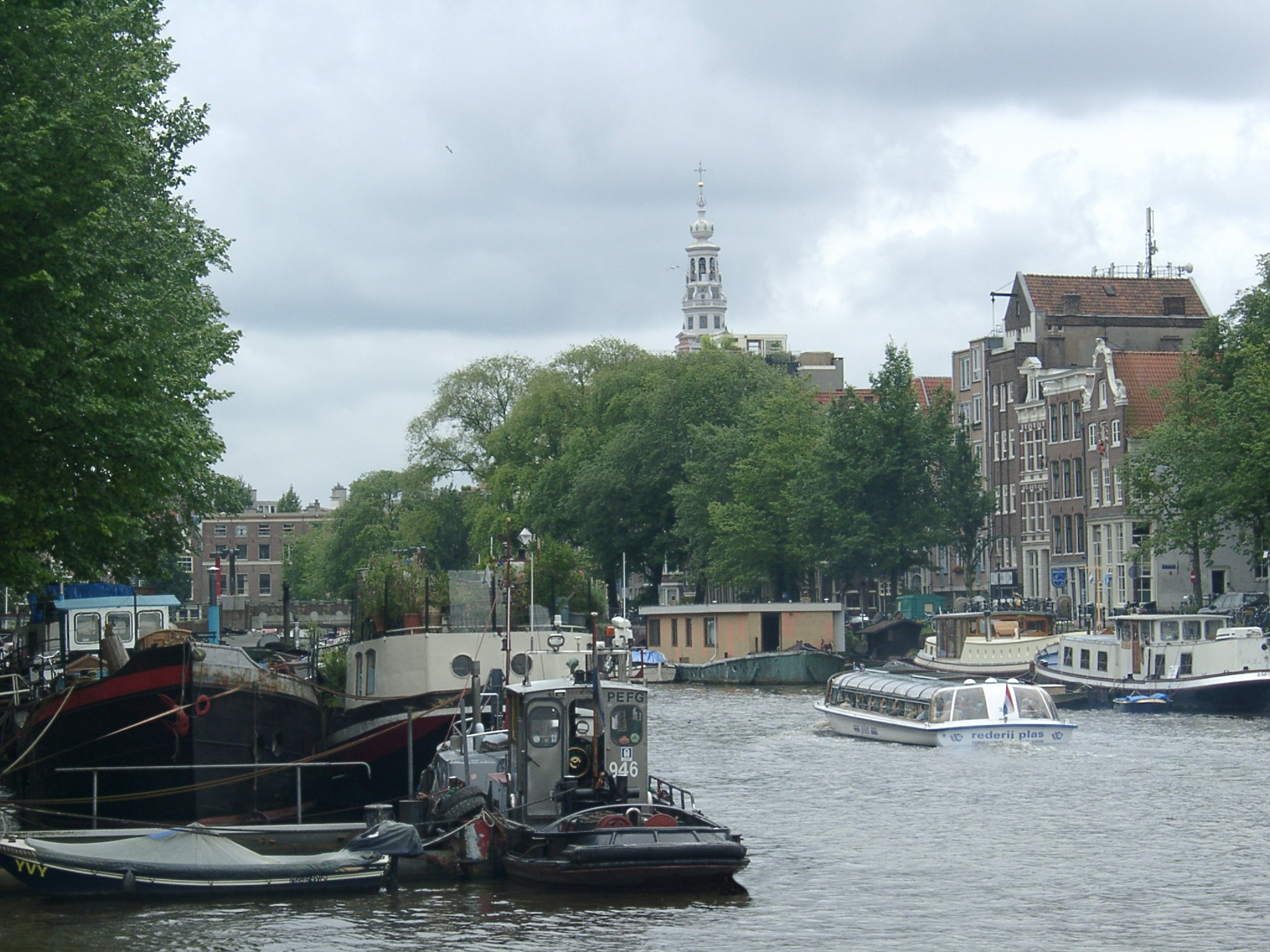
Oudeschans met Zuiderkerk

- Ook deze Hinlopen is door Bartholomeus van der Helst geschilderd en bezongen door Jan Vos[19] en Lodewijk Meyer, die zijn boekenverzameling prees.[20]
- Jacob verkreeg via zijn moeder een hofstede in Alphen aan den Rijn. Hij zou deze hofstede uitbouwen tot de buitenplaats Swanendrift.
- In 1656 was hij getuige bij het huwelijk van zijn zwager Huydecoper jr die met Sophia Coymans trouwde.
- Zijn zuster Catalina Hinlopen was getrouwd met Willem Six. Hun dochter Johanna Jacoba Six trouwde met de indo Simon van der Stel, de stichter van Stellenbosch en Groot Constantia. Ze stuurde diverse planten op vanuit de Kaap, bestemd voor de Hortus Botanicus Amsterdam en Joan Huydecoper jr.
- Maria Hinlopen (Vermaas) (1645-) trouwde met Frans Six[21]
- Zijn zoon Jan (1648-1709) werd in 1692 eigenaar van de Hartekamp, dat hij liet verfraaien met een oranjerie, een boomgaard, singels, lanen en vijvers. Het landgoed is in 1709 is verkocht aan George Clifford II die het liet uitbreiden richting Haarlemmermeer.
- Zijn dochter Aletta of Alida (1649-na 1684) trouwde in 1669 met Johan Bax van Herenthals in Batavia. In 1676 werd Bax gouverneur van de Kaapkolonie.[22] In 1682 hertrouwde zij met Jan van Leenen, bevelhebber op West-Sumatra, die zich in 1685 moest verantwoorden bij Justitie in Batavia.[23] Zij verkocht enkele slaven, afkomstig van de Malabarkust[24] en behoorde tot de intimi van Cornelis Speelman.
- Zijn zoon Balthasar (1652-) werd opperhoofd in Birma.
- Zijn dochter Isabella Cornelia (1656-1719) of Anna (1657-) trouwde in juni 1670 met Pieter Hofmeester (30 mei 1638-mei 1673) uit Delft en vervolgens met Joan van Oosterwijck.
- In 1658 stierf zijn vrouw in het kraambed. Over Hieronimus (1658-) is niets bekend.